# Golfo de Arauco
El golfo de Arauco está ubicado en la costa chilena, sobre el Océano Pacífico en la Región del Bío-Bío.
Constituye un cuerpo de agua en un área semicerrada que tiene como límites punta Lavapíe al sur, en la comuna de Arauco, provincia homónima y la península de Hualpén al norte, en la comuna homónima, provincia de Concepción. En su extremo occidental se encuentra ubicada la isla Santa María. A su vez, recibe las aguas del río Bío-Bío.
En sus costas se encuentran las ciudades de Coronel, Lota y Arauco, además de pueblos y localidades como Escuadrón, Chivilingo, Colcura, Laraquete, caleta Llico y Punta Lavapié, entre otros. Frente a sus costas habitan aproximadamente unas 800.000 personas.

## Economía
En torno al golfo de Arauco se desarrollan importantes actividades económicas, principalmente asociadas a la industria pesquera y forestal. Antiguamente, desde mediados del siglo XIX, hasta la década de 1990, fue lugar de una importante industria carbonífera.
En sus costas se encuentra el puerto de Coronel, puerto privado de uso público, que constituye uno de los principales terminales portuarios del país y desde donde se exportan productos forestales a lugares como Estados Unidos, el Medio Oriente o el norte de África. Si bien se constituyó legalmente en 1989, el puerto fue construido en 1995, luego del cierre de las minas de carbón, entrando en funcionamiento un año más tarde.

## Galería

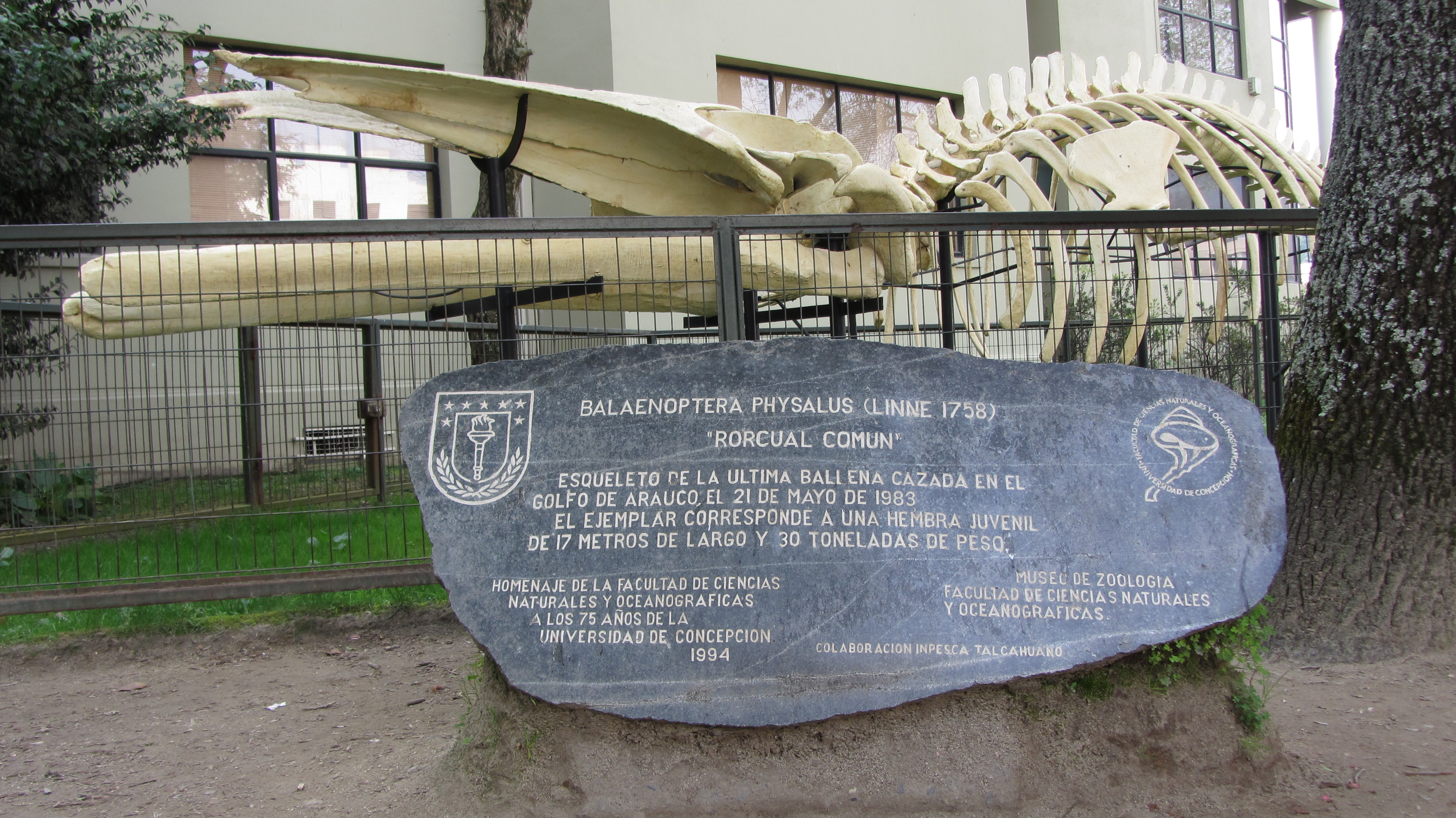
Esqueleto de la última ballena de aleta
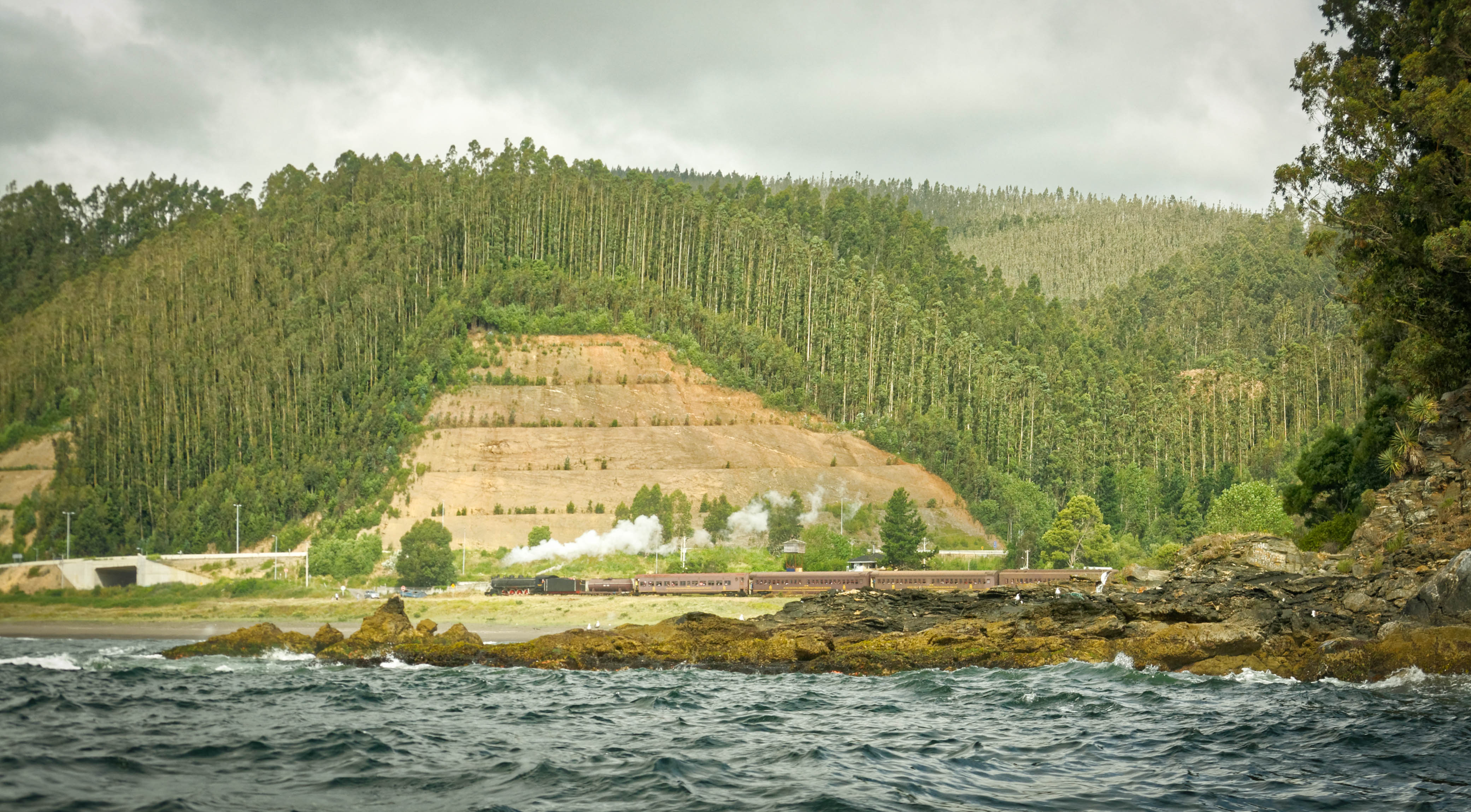
Golfo de Arauco